# Machiko Kyō
Machiko Kyō (jap. 京マチ子 Kyō Machiko; ur. 25 marca 1924 w Osace, zm. 12 maja 2019 w Tokio) – japońska aktorka, występowała w takich filmach jak Rashōmon Akiry Kurosawy, Opowieści księżycowe i Ulica hańby Kenjiego Mizoguchiego, Kagi Kona Ichikawy czy Wrota piekieł Teinosuke Kinugasy. Wystąpiła także w amerykańskim filmie Herbaciarnia „Pod Księżycem”, otrzymując za tę rolę nominację do Złotego Globu. W 1995 roku została wyróżniona Nagrodą Japońskiej Akademii Filmowej.